# Chiesa cattolica in Guinea
La Chiesa cattolica in Guinea è parte della Chiesa cattolica universale in comunione con il vescovo di Roma, il papa.

## Storia
Il cattolicesimo giunge in Guinea tra il XVI ed il XVII secolo grazie a missionari portoghesi della vicina Guinea portoghese. Una missione vera e propria si sviluppa però solo nella seconda metà del XIX secolo, prima con i padri Spiritani, e poi con i Padri Bianchi. Nel 1897 è eretta la prefettura apostolica della Guinea francese, che diventa vicariato apostolico nel 1920. Nel 1940 è ordinato il primo sacerdote autoctono. Con l'indipendenza nasce un conflitto tra il governo locale e la chiesa cattolica, che porta nel 1967 all'espulsione dal paese di tutti i missionari stranieri, e nel 1970 alla reclusione di monsignor Raymond-Marie Tchidimbo, arcivescovo di Conakry. Nel 1992 papa Giovanni Paolo II ha fatto la visita pastorale in Guinea, dopo che nel 1986 erano stati riallacciati i rapporti diplomatici tra Guinea e Santa Sede.

## Organizzazione territoriale
La Chiesa cattolica è presente sul territorio con 1 sede metropolitana e 4 diocesi suffraganee:
- Arcidiocesi di Conakry
  - Diocesi di Boké
  - Diocesi di Guéckédou
  - Diocesi di Kankan
  - Diocesi di N'Zérékoré

## Statistiche
Al termine dell'anno 2021 su una popolazione di 10.514.465 abitanti si contavano 304.802 battezzati, corrispondenti al 2,8% del totale.
| anno | popolazione | popolazione | popolazione | presbiteri | presbiteri | presbiteri | presbiteri                | diaconi | religiosi | religiosi | parrocchie |
| anno | battezzati  | totale      | %           | numero     | secolari   | regolari   | battezzati per presbitero | diaconi | uomini    | donne     | parrocchie |
| ---- | ----------- | ----------- | ----------- | ---------- | ---------- | ---------- | ------------------------- | ------- | --------- | --------- | ---------- |
| 2003 | 170.199     | 6.661.876   | 2,5         | 106        | 81         | 25         | 1.605                     |         | 42        | 107       | 56         |
| 2004 | 171.752     | 6.648.148   | 2,6         | 99         | 80         | 19         | 1.734                     |         | 36        | 100       | 56         |
| 2007 | 207.769     | 6.787.905   | 3,0         | 110        | 90         | 20         | 1.888                     | 5       | 42        | 116       | 64         |
| 2013 | 253.150     | 7.773.000   | 3,3         | 129        | 105        | 24         | 1.962                     |         | 61        | 103       | 66         |
| 2021 | 304.802     | 10.514.465  | 2,8         | 168        | 150        | 18         | 1.814                     |         | 73        | 140       | 76         |

## Nunziatura apostolica
La delegazione apostolica del Togo e Guinea è stata istituita il 21 maggio 1973 con il breve Qui benignissima di papa Paolo VI; essa aveva sede nella città di Abidjan in Costa d'Avorio. Il 21 giugno 1986 fu elevata al rango di nunziatura apostolica con il breve Maximam de universa di papa Giovanni Paolo II. Sede del nunzio è la città di Conakry.

### Delegati apostolici
- Bruno Wüstenberg, arcivescovo titolare di Tiro (19 dicembre 1973 - 17 gennaio 1979 nominato pro-nunzio apostolico nei Paesi Bassi)
- Johannes Dyba, arcivescovo titolare di Neapoli di Proconsolare (25 agosto 1979 - 1º giugno 1983 nominato arcivescovo, titolo personale, di Fulda)
- Romeo Panciroli, M.C.C.I., arcivescovo titolare di Noba (6 novembre 1984 - 1º agosto 1987 nominato pro-nunzio apostolico)

### Pro-nunzi apostolici
- Romeo Panciroli, M.C.C.I., arcivescovo titolare di Noba (1º agosto 1987 - 18 marzo 1992 nominato pro-nunzio apostolico in Iran)
- Luigi Travaglino, arcivescovo titolare di Lettere (4 aprile 1992 - 2 maggio 1995 nominato nunzio apostolico in Nicaragua)

### Nunzi apostolici
- Antonio Lucibello, arcivescovo titolare di Thurio (8 settembre 1995 - 27 luglio 1999 nominato nunzio apostolico in Paraguay)
- Alberto Bottari de Castello, arcivescovo titolare di Foraziana (18 dicembre 1999 - 1º aprile 2005 nominato nunzio apostolico in Giappone)
- George Antonysamy, arcivescovo titolare di Sulci (4 agosto 2005 - 8 settembre 2008 dimesso)
- Martin Krebs, arcivescovo titolare di Taborenta (8 settembre 2008 - 8 maggio 2013 nominato nunzio apostolico in Nuova Zelanda, nelle Isole Cook, nelle Kiribati, in Palau e negli Stati Federati di Micronesia e delegato apostolico nell'Oceano Pacifico)
- Santo Rocco Gangemi, arcivescovo titolare di Umbriatico (6 novembre 2013 - 25 maggio 2018 nominato nunzio apostolico in El Salvador)
- Tymon Tytus Chmielecki, arcivescovo titolare di Tre Taverne (26 marzo 2019 - ? dimesso)
- Jean-Sylvain Emien Mambé, arcivescovo titolare di Potenza Picena, dal 12 novembre 2022

## Conferenza episcopale
L'episcopato locale è riunito nella Conferenza Episcopale della Guinea (Conférence Episcopale de la Guinée, CEG).
La CEG è membro della Regional Episcopal Conference of West Africa (RECOWA) e del Symposium of Episcopal Conferences of Africa and Madagascar (SECAM).
Elenco dei presidenti:
- Arcivescovo Raymond-Marie Tchidimbo, arcivescovo di Conakry (1970 - 1979)
- Arcivescovo Robert Sarah, arcivescovo di Conakry (1985 - 2001)
- Vescovo Philippe Kourouma, vescovo di N'Zérékoré (2002 - dicembre 2007)
- Arcivescovo Vincent Coulibaly, arcivescovo di Conakry (dicembre 2007 - gennaio 2013)
- Vescovo Emmanuel Félémou, vescovo di Kankan (gennaio 2013 - 11 maggio 2018)
- Vescovo Raphaël Balla Guilavogui, vescovo di N'Zérékoré, dall'11 maggio 2018

Elenco dei vicepresidenti:
- Vescovo Raphaël Balla Guilavogui, vescovo di N'Zérékoré (2013 - 11 maggio 2018)